# Lepthyphantes dilutus
Lepthyphantes dilutus là một loài nhện trong họ Linyphiidae.
Loài này thuộc chi Lepthyphantes. Lepthyphantes dilutus được Tord Tamerlan Teodor Thorell miêu tả năm 1875.